# Alexander Kamp
Alexander Kamp Egested (ur. 14 grudnia 1993 w Køge) – duński kolarz szosowy.

## Osiągnięcia
Opracowano na podstawie:

2010
- 1. miejsce na etapie 2b Liège-La Gleize

2011
- 1. miejsce w Driedaagse van Axel
  - 1. miejsce na 3. etapie
- 1. miejsce w Liège-La Gleize
  - 1. miejsce na 1. etapie

2013
- 1. miejsce w Grand Prix de la Ville de Nogent-sur-Oise
- 2. miejsce w mistrzostwach Danii U23 (start wspólny)

2015
- 1. miejsce w Skive-Løbet
- 1. miejsce w GP Horsens
- 2. miejsce w Fyen Rundt
- 3. miejsce w mistrzostwach Danii (start wspólny)

2016
- 1. miejsce w GP Horsens
- 1. miejsce w mistrzostwach Danii (start wspólny)

2017
- 1. miejsce na 3. etapie International Tour of Rhodes
- 1. miejsce w Tour du Loir-et-Cher
  - 1. miejsce w klasyfikacji punktowej
  - 1. miejsce na 4. etapie
- 3. miejsce w mistrzostwach Danii (start wspólny)

2018
- 1. miejsce w Sundvolden GP
- 2. miejsce w Ringerike GP
- 2. miejsce w Glava Tour of Norway
  - 1. miejsce na 5. etapie
- 1. miejsce w Lillehammer GP

2019
- 1. miejsce w klasyfikacji punktowej Settimana Internazionale di Coppi e Bartali
- 1. miejsce w Circuit des Ardennes
  - 1. miejsce na 2. etapie
- 1. miejsce na 3. etapie Tour de Yorkshire

2022
- 1. miejsce w mistrzostwach Danii (start wspólny)
- 3. miejsce w Bretagne Classic Ouest-France

2023
- 1. miejsce w Région Pays de la Loire Tour

## Rankingi
| Rok              | 2012  | 2013 | 2014 | 2015 | 2016 | 2017 | 2018 | 2019 | 2020 | 2021  | 2022 | 2023 | 2024  |
| ---------------- | ----- | ---- | ---- | ---- | ---- | ---- | ---- | ---- | ---- | ----- | ---- | ---- | ----- |
| World Ranking    |       |      |      |      | 399. | 509. | 209. | 343. | -    | 1607. | 104. | 134. | 1508. |
| UCI Europe Tour  | 1141. | 350. | 991. | 58.  | 202. | 276. | 78.  | 277. | -    | 1134. | 87.  | -    | -     |
| UCI America Tour | -     | -    | -    | 128. | -    | -    | -    |      |      |       |      |      |       |
|                  |       |      |      |      |      |      |      |      |      |       |      |      |       |
| Źródło: UCI      |       |      |      |      |      |      |      |      |      |       |      |      |       |